# Diplocephalus helleri
Diplocephalus helleri es una especie de araña araneomorfa del género Diplocephalus, familia Linyphiidae, orden Araneae. La especie fue descrita científicamente por L. Koch en 1869.

## Descripción
El cuerpo del macho mide 1,8-2,4 milímetros de longitud y el de la hembra 2-2,5 milímetros.

## Distribución
Se distribuye por Europa.